# Гимн США
The Star-Spangled Banner (с англ. — «Знамя, усыпанное звёздами») — государственный гимн США. Песня имеет четыре куплета, но сегодня только первый из них является широко известным.
Текст взят из поэмы «Оборона Форта Макгенри», написанной 14 сентября 1814 года Фрэнсисом Скоттом Ки. Автор, 35-летний адвокат и поэт-любитель, написал этот текст после того, как стал свидетелем обстрела форта Макгенри в Балтиморе британскими кораблями во время англо-американской войны. Первое исполнение состоялось в Балтиморе 29 октября 1814 года после американской премьеры пьесы Августа фон Коцебу «Граф Бенёвский».
Долгое время считалось, что текст был положен на популярную британскую застольную мелодию. Однако в 1980-е годы учёным удалось установить, что мелодия имела своего автора. Им был Джон Смит — британский историк музыки, композитор, органист и певец, который примерно в 1780 году написал музыку к Анакреонтской песне, шутливому гимну «Анакреонтского общества» — клуба, объединявшего лондонских музыкантов. Песня стала официально использоваться в ВМС США (в 1889 году), затем в Белом доме (в 1916 году), а 3 марта 1931 года резолюцией Конгресса США была объявлена национальным гимном. До этого официально закреплённого законом гимна США не было, и в качестве гимна использовались песни Hail Columbia или My Country, 'Tis of Thee.

## Текст гимна
| Оригинальный | Перевод Максима Владимировича Наймиллера, 2010 г. |
| O say, can you see, by the dawn’s early light, What so proudly we hailed at the twilight’s last gleaming? Whose broad stripes and bright stars, through the perilous fight, O’er the ramparts we watched, were so gallantly streaming? And the rockets’ red glare, the bombs bursting in air, Gave proof through the night that our flag was still there. O say does that star spangled banner yet wave O’er the land of the free, and the home of the brave? On the shore dimly seen through the mists of the deep. Where the foe’s haughty host in dread silence reposes, What is that which the breeze, o’er the towering steep, As it fitfully blows, half conceals, half discloses? Now it catches the gleam of the morning’s first beam, In full glory reflected now shines in the stream: ‘Tis the Star-Spangled Banner! O long may it wave O’er the land of the free and the home of the brave. And where is that band who so vauntingly swore That the havoc of war and the battle’s confusion A home and a country should leave us no more? Their blood has washed out their foul footsteps’ pollution. No refuge could save the hireling and slave From the terror of flight, or the gloom of the grave: And the Star-Spangled Banner, in triumph doth wave O’er the land of the free and the home of the brave. O thus be it ever when freemen shall stand Between their loved homes and the war’s desolation! Blest with vict’ry and peace, may the Heaven-rescued land Praise the Power that hath made and preserved us a nation. Then conquer we must when our cause it is just And this be our motto: «In God is our Trust.» And the Star-Spangled Banner in triumph shall wave O’er the land of the free and the home of the brave! | О, скажи, видишь ты в первых солнца лучах, Что средь битвы мы шли на вечерней зарнице? В синем с россыпью звёзд полосатый наш флаг Красно-белым огнём с баррикад вновь явится. Ночью сполох ракет на него бросал свет — Это подлым врагам был наш гордый ответ. Неужели, скажи, он теперь навсегда Где свободных оплот и где храбрых страна? Там, в туманной тиши, на чужом берегу, Где надменный наш враг от атак отдыхает, Что над фортом, как нам, также видно ему — На ветру колыхнётся и вновь пропадает? Золотистый восход ему блеск придаёт, В полной славе его свежий бриз развернёт. Это звёздный наш флаг! И он будет всегда Там, где дом храбрецов, где свободных страна. А где банда убийц, что хвастливо клялась, Будто пламя войны, павших духом смятенье Разобщённой толпой снова сделают нас? — Дали кровью ответ за своё преступленье. Нет убежища вам, войск наёмных рабам, Ждёт могилы вас тлен — будет всем по делам. Только звёздный наш флаг не умрёт никогда Там, где дом храбрецов, где свободных страна. О, пусть будет так впредь — где мятежный встаёт Меж разрухой войны и своим отчим домом. Славит Бога земля и хвалу воздаёт Силе, сделавшей нас и хранящей народом. С правой кто стороны, не страшится судьбы, В битвах будет девизом нам «Богу верны». Звёздный флаг над страной будет реять пока Ещё есть храбрецы, в ком свобода жива. |

## Иллюстрации

«Знамя, усыпанное звёздами» — флаг США (1795—1818)
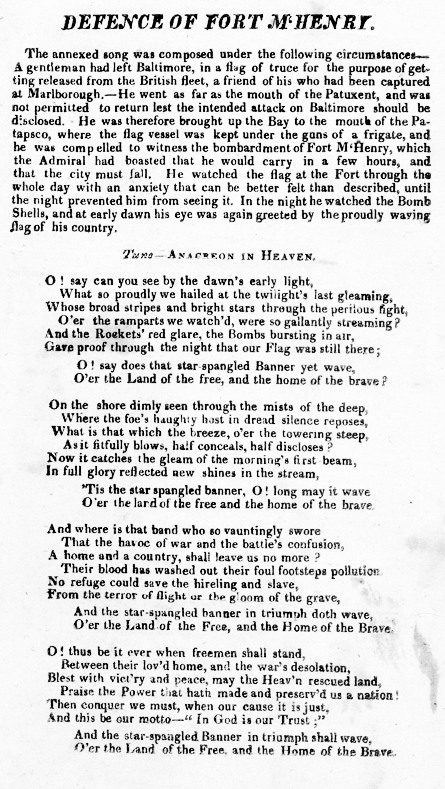
Первая публикация стихотворения Ки — редчайшая листовка (сохранилось 2 экземпляра)

## Обвинения в плагиате
Существует мнение, высказываемое, в частности, Никитой Михалковым, что мелодия государственного гимна США является плагиатом мелодии романса «Хасбулат удалой». Однако это просто невозможно, так как романс был написан лишь в XIX веке, тогда как мелодия Анакреонтской песни, на которую в дальнейшем были положены слова гимна США, была написана в XVIII.